# Дона Векић
Дона Векић (хрв. Donna Vekić; Осијек, 28. јун 1996) јесте хрватска тенисерка. Највиши пласман на ранг-листи Женске тениске асоцијације (ВТА) у појединачној конкуренцији достигла је новембра 2019. када је била деветнаеста на свету. У каријери је освојила четири наслова у синглу на ВТА турнеји — на Отвореном првенству Малезије 2014, Отвореном првенству Нотингема 2017, Отвореном првенству Курмајора 2021. и Отвореном првенству Монтереја 2023.
Такође је освојила пет титула у појединачној конкуренцији и једну у конкуренцији парова на ИТФ турнеји. Највећи успех је остварила на Вимблдону 2024. када је стигла до полуфинала у појединачној конкуренцији као и на Летњим олимпијксим играма 2024. на којима је, такође у синглу, освојила сребрну медаљу.

## Професионална каријера

### 2012
У свом првом ВТА турниру Отвореном првенству Ташкента 2012., Векићева је играла и у свом првом ВТА финалу. То је после шест година била најмлађи играч којем је то успело. У финалу је изгубила од Ирине-Камелије Бегу из Румуније. До финала је победила другог носиоца Бојану Јовановски (6:4,6:4) а у полуфиналу и Еву Бирнерову (6:1, 3:6, 6:1).

## ВТА финала

### Појединачно (1–2)
| Легенда: До 2009.   | Легенда: Од 2009.     |
| ------------------- | --------------------- |
| Гренд слем (0–0)    |                       |
| ВТА првенство (0–0) |                       |
| Тијер I (0–0)       | Главни Премијер (0–0) |
| Тијер II (0–0)      | Премијер 5 (0–0)      |
| Тијер III (0–0)     | Премијер (0–0)        |
| Тијер IV и V (0–0)  | Интернашонал (0–2)    |

| Исход  | Бр. | Датум               | Турнир       | Подлога | Противница          | Резултат          |
| Пораз  | 1.  | 15. септембар 2012. | Ташкент      | Тврда   | Ирина-Камелија Бегу | 4–6, 4–6          |
| Пораз  | 2.  | 16. јун 2013.       | Бирмингем    | Трава   | Данијела Хантухова  | 6–7 (5), 4–6      |
| Победа | 1.  | 20. април 2014.     | Куала Лумпур | Тврда   | Доминика Цибулкова  | 5–7, 7–5, 7–6 (4) |

## Медаље на Олимпијским играма
| Медаља | Датум           | Турнир                   | Подлога | Противница  | Резултат     |
| Сребро | 3. август 2024. | Олимпијске игре у Паризу | Шљака   | Џенг Ћинвен | 2 : 6, 3 : 6 |

## ИТФ финала (5—7)

### Појединачно (4–7)
| Турнири од $100.000$ |
| Турнири од 75.000$   |
| Турнири од 50.000$   |
| Турнири од 25.000$   |
| Турнири од 10.000$   |

| Исход  | #  | Датум             | Турнир           | Подлога | Противница            | Резултат           |
| Пораз  | 1. | 18. април 2011.   | Хвар             | шљака   | Ема Бургић            | 5–7, 6–7(2–7)      |
| Победа | 1. | 25. јул 2011.     | Чизвик           | тврда   | Бојана Бобушић        | 3–6, 6–3, 6–3      |
| Пораз  | 2. | 15. август 2011.  | Westende         | тврда   | Lu Jiajing            | 4–6, 6–7(4–7)      |
| Пораз  | 3. | 17. октобар 2011. | Лагос 1          | тврда   | Елина Свитолина       | 4–6, 3–6           |
| Пораз  | 4. | 24. октобар 2011. | Лагос 2          | тврда   | Тамарин Хендлер       | 4–6, 5–7           |
| Победа | 2. | 19. март 2012.    | Бангалор         | тврда   | Andrea Koch Benvenuto | 6–2, 6–4           |
| Пораз  | 5. | 16. април 2012    | Наманган         | тврда   | Олга Пучкова          | 6–3, 3–6, 2–6      |
| Победа | 3. | 14. мај 2012      | Фергана          | тврда   | Надија Киченок        | 6–2, 6–2           |
| Пораз  | 6. | 16. јул 2012.     | Campos do Jordão | тврда   | María Irigoyen        | 5–7, 0–6           |
| Пораз  | 7. | 23. јул 2012.     | Врехам           | тврда   | Карина Витефт         | 2–6, 7–6(7–4), 2–6 |
| Победа | 4. | 22. април 2013    | Истанбул         | тврда   | Јелисавета Куличкова  | 6–4, 7–6(7–4)      |

### Парови (1–0)
| Турнири од $100.000$ |
| Турнири од 75.000$   |
| Турнири од 50.000$   |
| Турнири од 25.000$   |
| Турнири од 10.000$   |

| Исход  | #  | Датум            | Турнир   | Подлога | Партнерка        | Противнице                      | Резултат |
| Победа | 1. | 15. август 2011. | Westende | тврда   | Александра Вокер | Anouk Delefortrie Deborah Kerfs | 6–4, 6–3 |

### Учешће наГренд слемтурнирима

#### Појединачно
| Година | Отворено првенство Аустралије | Отворено првенство Аустралије | Ролан Гарос | Ролан Гарос | Вимблдон | Вимблдон | Отворено првенство САД | Отворено првенство САД |
| ------ | ----------------------------- | ----------------------------- | ----------- | ----------- | -------- | -------- | ---------------------- | ---------------------- |
| 2013.  | 2 коло                        | К. Возњацки                   | 1 коло      | М. Бердет   | -        | -        | -                      | -                      |

## Фед куп

### Појединачно
| Такмичење                               | Коло  | Датум            | Место                 | Репрезентација | Подлога   | Противник               | Исход  | Резултат      |
| --------------------------------------- | ----- | ---------------- | --------------------- | -------------- | --------- | ----------------------- | ------ | ------------- |
| Фед куп 2012. Евроафричка зонаа Група 1 | гр. Д | 2. фебруар 2012. | Еилат · Израел        | Пољска         | тврда     | Уршула Радвањска        | Пораз  | 3–6, 3–6      |
| Фед куп 2012. Евроафричка зонаа Група 1 | ПО    | 4. фебруар 2012. | Еилат · Израел        | БиХ            | тврда     | Анита Хусарић           | Победа | 6–2, 6–0      |
| Фед куп 2013. Евроафричка зонаа Група 1 | гр. А | 6. фебруар 2013. | Еилат · Израел        | Аустрија       | тврда     | Ивон Мојзбургер         | Победа | 6–1, 6–3      |
| Фед куп 2013. Евроафричка зонаа Група 1 | гр. А | 7. фебруар 2013. | Еилат · Израел        | Грузија        | тврда     | Margalita Chakhnashvili | Победа | 6–0, 6–1      |
| Фед куп 2013. Евроафричка зонаа Група 1 | гр. А | 8. фебруар 2013. | Еилат · Израел        | Белорусија     | тврда     | Илона Кремен            | Победа | 6–1, 7–6(7–2) |
| Фед куп 2013. Евроафричка зонаа Група 1 | ПО    | 9. фебруар 2013. | Еилат · Израел        | Пољска         | тврда     | Агњешка Радвањска       | Пораз  | 3–6, 2–6      |
| Фед куп 2014. Евроафричка зонаа Група 1 | гр. А | 4. фебруар 2014  | Будимпешта · Мађарска | Холандија      | Тврда (i) | Кики Бертенс            | Пораз  | 2–6, 4–6      |
| Фед куп 2014. Евроафричка зонаа Група 1 | гр. А | 5. фебруар 2014  | Будимпешта · Мађарска | Луксембург     | Тврда (i) | Ан Кремер               | Победа | 6–1, 6–2      |
| Фед куп 2014. Евроафричка зонаа Група 1 | гр. А | 7. фебруар 2014  | Будимпешта · Мађарска | Белгија        | Тврда (i) | Јанина Викмајер         | Пораз  | 3–6, 2–6      |
| Фед куп 2014. Евроафричка зонаа Група 1 | ПО    | 9. фебруар 2014  | Будимпешта · Мађарска | Турска         | Тврда (i) | Мелис Сезар             | Победа | 6–2, 6–1      |

### Парови
| Такмичење                               | Коло  | Датум            | Место          | Репрезентација | Подлога | Партнерка    | Противнице                   | Исход | Резултат |
| --------------------------------------- | ----- | ---------------- | -------------- | -------------- | ------- | ------------ | ---------------------------- | ----- | -------- |
| Фед куп 2012. Евроафричка зонаа Група 1 | гр. Д | 2. фебруар 2012. | Еилат · Израел | Пољска         | тврда   | Ани Мијачика | Магда Линет Алисија Росолска | Пораз | 5–7, 5–7 |

### Пласман на ВТА листи на крају сезоне
| Година  | 2011 | 2012 | 2013 |
| Пласман | 392  | 118  |      |